# Daryl Mitchell
Daryl Mitchell (The Bronx, 16 luglio 1965) è un attore statunitense.

## Biografia
Nato nel Bronx, New York, da madre segretaria e padre autista. È cresciuto nel Wyandanch. Nel novembre 2001, Mitchell ebbe un incidente motociclistico nella Carolina del Sud, rimanendo paralizzato dalla vita in giù. Da allora utilizza una sedia a rotelle.
Dal 1992 al 1993 è nel cast della serie Here and Now nel ruolo di T. Acquista popolarità fra il 1993 e il 1996, interpretando il ruolo di Dexter Walker nella serie televisiva The John Larroquette Show. Nel 1997 partecipa al film Lolita - I peccati di Hollywood con Hilary Swank. Dal 1997 al 2000 è nel cast della serie L'atelier di Veronica, dove ottiene il ruolo di Leo Michaels. Dal 2002 al 2004 è Eli Goggins nella serie televisiva Ed, mentre nel 2009 prende parte al cast di Brothers nel ruolo di Chill Trainor. Dal 2014 è nel cast principale della serie televisiva NCIS: New Orleans, dove interpreta l'esperto di computer Patton Plame.

## Filmografia

### Cinema
- House Party, regia di Reginald Hudlin (1990)
- House Party 2, regia di George Jackson e Doug McHenry (1991)
- Il principe delle donne (Boomerang), regia di Reginald Hudlin (1992)
- Fly by Night, regia di Steve Gomer (1992)
- Sergente Bilko (Sgt. Bilko), regia di Jonathan Lynn (1996)
- La linea sottile tra odio e amore (A Thin Line Between Love and Hate), regia di Martin Lawrence (1996)
- White Lies, regia di Ken Selden (1997)
- Lolita - I peccati di Hollywood (Quiet Days in Hollywood), regia di Josef Rusnak (1997)
- Fast Food, regia di Dean Parisot (1998)
- 10 cose che odio di te (10 Things I Hate About You), regia di Gil Junger (1999)
- Galaxy Quest, regia di Dean Parisot (1999)
- Magic Numbers - Numeri magici (Lucky Numbers), regia di Nora Ephron (2000)
- Black Knight, regia di Gil Junger (2001)
- 13 Moons, regia di Alexandre Rockwell (2002)
- The Country Bears - I favolorsi (The Country Bears), regia di Peter Hastings (2002)
- Inside Man, regia di Spike Lee (2006)
- Playback, regia di Michael A. Nickles (2012)
- Offer and Compromise, regia di Valerie Landsburg (2016)

### Televisione
- I Robinson (The Cosby Show) – serie TV, episodi 1x19-8x05 (1985-1991)
- Law & Order - I due volti della giustizia (Law & Order) – serie TV, episodio 2x19 (1992)
- Here and Now – serie TV, 13 episodi (1992-1993)
- Queen – miniserie TV, puntata 1x03 (1993)
- The John Larroquette Show – serie TV, 84 episodi (1993-1996)
- Willy, il principe di Bel-Air (The Fresh Prince of Bel-Air) – serie TV, episodio 4x26 (1994)
- Cosmic Slop, regia di Warrington Hudlin – film TV (1994)
- In the House – serie TV, episodio 2x18 (1996)
- Più in alto di tutti (Rebound: The Legend of Earl 'The Goat' Manigault), regia di Eriq La Salle – film TV (1996)
- L'atelier di Veronica (Veronica's Closet) – serie TV, 66 episodi (1997-2000)
- Cosby – serie TV, episodio 1x16 (1997)
- Anche i dentisti vanno in paradiso (Toothless), regia di Melanie Mayron – film TV (1997)
- The Pooch and the Pauper, regia di Alex Zamm – film TV (2000)
- Ed – serie TV, 36 episodi (2002-2004)
- Law & Order: Criminal Intent – serie TV, episodio 3x11 (2004)
- Eve – serie TV, episodio 2x14 (2005)
- Zack e Cody al Grand Hotel (The Suite Life of Zack and Cody) – serie TV, episodio 2x35 (2007)
- The Game – serie TV, episodi 2x07-2x08 (2007)
- Brothers – serie TV, 13 episodi (2009)
- Desperate Housewives – serie TV, episodio 6x14 (2010)
- I maghi di Waverly (Wizards of Waverly Place) – serie TV, episodio 3x28 (2010)
- Traffic Light – serie TV, episodio 1x13 (2011)
- See Dad Run – serie TV, episodio 3x02 (2014)
- NCIS: New Orleans – serie TV, 143 episodi (2014-2021)
- Fear the Walking Dead – serie TV, 19 episodi (2018-2022)
- Quell'uragano di figlia (Shifting Gears) – serie TV, 10 episodi (2025-in corso)

## Doppiatori italiani
Nelle versioni in italiano delle opere in cui ha recitato, Daryl Mitchell è stato doppiato da:
- Nanni Baldini in Sergente Bilko, Magic Numbers - Numeri fortunati, NCIS: New Orleans, The Country Bears - I favolorsi, Quell'uragano di figlia
- Simone Mori in 10 cose che odio di te, Galaxy Quest, Black Knight
- Massimo De Ambrosis ne La linea sottile tra amore e odio
- Alessandro Quarta in Lolita - I peccati di Hollywood
- Fabrizio Manfredi ne L'atelier di Veronica
- Riccardo Lombardo in Law & Order: Criminal Intent
- Corrado Conforti in Inside Man
- Francesco Meoni in Desperate Housewives
- Alessandro Budroni in Fear the Walking Dead